# بوشية
البوشية (وتسمى أيضًا غطوة) هو حجاب أسود كامل على الطراز الشرق أوسطي وبالتحديد على طراز الخليج العربي، والذي يغطي وجه المرتدية تماماً دون أي فتحات للعيون، وتلبس تقليدياً مع العباءة أو الملابس الأخرى.
البوشية هي في الأساس مربع كبير، مادة رقيقة من الشاش القطني مع وجود روابط في الأعلى، وتلبس من الجزء العلوي من الجبهة، (إما تحت أو فوق الحجاب) وستائر بسيطة أسفل الوجه بالكامل، وعندما يُرفع يكشف الوجه بالكامل. والبوشية عادة ليست مبهمة وتغطي كنقاب تقليدي، ويمكن أيضًا ارتداؤها لتكملة النقاب بنصف النمط، أو إذا كانت المرتدية ترغب في احتشام إضافي أمام الرجال غير المحارم.